# Интернешънъл Хералд Трибюн
„Интернешенъл Хералд Трибюн“ (на английски: International Herald Tribune) е многотиражен международнен вестник на английски език. Печата се в 35 отделения по цял свят за продажба в над 180 страни. Значителна част от материалите на вестника принадлежат на американския вестник „Ню Йорк Таймс“ (до 2003 г. също и на кореспондентите на вестник „Вашингтон Поуст“. „Интернешенъл Хералд Трибюн“ влиза в медия холдинга „Ню Йорк Таймс Къмпани“. Основана е в Париж през 1887 г.

## История
Предприемачът Джеймс Гордън Бенет младши основава „Ню-Йорк Хералд“ като европейско издание през 1887 г.
През 1959 г. вестникът е закупен от Джон Хей Уитни, бизнесмен и посланик на САЩ във Великобритания, през декември 1966 г. съсобственик на вестника става компанияята „Вашингтон Поуст“. През май 1967 г. съсобственик на вестника става компанията „Ню Йорк Таймс Къмпани“. Оттогава вестникът носи името „Интернешенъл Хералд Трибюн“.
През 1991 г. единствени и равни съсобственици на вестника остават „Вашингтон поуст“ и „Ню Йорк Таймс Къмпани“. През 2007 г. „Вашингтон Поуст“ продава своята част от акциите и единствен собственик на вестника остава компанията „Ню Йорк Таймс Къмпани“.

## Филиали
- „Ал Ватан Дейли“ (Кувейт)
- „Дейли Стар“ (Ливан)
- „Асахи Симбун“ (Япония)
- „Джунг Анг Дейли“ (Южна Корея)
- „Хаарец“ (Израел)
- „Москоу Таймс“ (Русия)
- „Катимерини“ (Гърция)
- „Ел Паис“ (Испания)
- „Дейли Стар“ (Египет)
- „Декан Кроникъл“ (Индия)